# Радиационно-индуцированная нестабильность генома
Нестабильность генома радиационно-индуцированная (РИНГ, иногда РИНСГ/англ. RIGI) — возникновение de novo множественных генетических нарушений неклонального характера у 10-30 % потомков облучённых клеток, выживших после облучения.

Радиационно-индуцированная нестабильность генома пepeдаётся многим пoколениям клеток, при этом гeнeтическиe измeнения, наблюдaeмыe в клеткax дочepниx пoколений, oтличаются oт возникшиx в caмой oблучённой клеткe.
Радиационно-индуцированная нестабильность генома является примером немишенного эффекта по критерию хронологического отдаления от момента воздействия.Суть РИНГ заключается в повышении вероятности возникновения непредсказуемых дефектов (выявляемых преимущественно как неклонируемые повреждения генома) у потомков облученных клеток. Такие повреждения генома возникают и спонтанно, излучение просто увеличивает частоту их появления.
РИНГ индуцируется реальными, ошибочно репарированными повреждениями геномной структуры ДНК в родительской популяции непосредственно облученных клеток и показана для всех клеток эукариот — от дрожжей  до млекопитающих и человека.
Предполагают, что РИНГ — один из главных молекулярных механизмов радиационного канцерогенеза, в связи с чем её эпидемиологическое значение сомнений не вызывает.
Четких подтверждений возможности индукции преимущественно малыми дозами редкоионизирующей радиации нет.